# Хирургичен инструмент
Хирургичният инструмент е приспособление, което изпълнява специфична функция при различни оперативни дейности в хирургията. Наборът от хирургични инструменти, който се използва в хирургията, се нарича хирургичен инструментариум.
Обикновено се изработва от специална неръждаема стомана с хромирана или никелирана повърхност. Той е лек и удобен за работа, лесно се почиства и стерилизира.
Съществуват различни класификации, по които хирургичните инструменти се обособяват в групи. Най-разпространена и лесно приложима е класификацията им по функцията, която изпълняват в практиката:
- инструменти за разединяване на тъкани — скалпел (ланцетовиден, коремчест, островърх); ножица (права, крива, топчеста и др.); електронож; лазерен нож; кавитрон; ампутационен нож; распатор; остеотом; костна ножица; костоподрезвач;
- инструменти за хирургична хемостаза — щипка на Кохер, терие, пеан, карел, хартман, колин, крил, щипка москито и др.;
- инструменти за съединяване на тъкани – хирургични игли (обли, прави, криви, травматични, атравматични); иглодържатели (на Хегар, калт, матийо, дерф, лангенбек, олсен и др.);
- помощни инструменти – пинсета (анатомична (гладка), хирургична (със зъбци)); екартьор (зъбчат, плосък, автоматичен); клампа (твърда, мека); троакар; корнцанг; щипка на Микулич; тухлеме; кюрета; сонда и др.